# Палаццо Корнер-Спинелли
Палаццо Корнер-Спинелли, Палаццо Ландо Корнер-Спинелли, (итал. Palazzo Corner Spinelli, Palazzo Lando Corner Spinelli) — дворец в Венеции, на левом берегу Гранд-канала в сестиере (районе) Сан-Марко (Campielle del Teatro, San Marco), фасад которого обращён к Большому каналу. Один из характерных образцов городского палаццо переходного периода между венецианской готикой и ренессансом.

## История
Здание было построено по заказу венецианской семьи Ландо в период между 1485 и 1490 годами. В 1542 году Пьетро Ландо, архиепископ Кандии (не путать с одноимённым дожем), продал его Дзуано Корнеру, который искал новый дом после того, как разрушительный пожар уничтожил его дворец в районе Сан-Поло.
С 1740 по 1810 год палаццо сдавался в аренду семье Спинелли, а затем был продан семье Корнольди. Спинелли были богатой семьёй торговцев шёлком из Кастельфранко-Венето. В 1850 году дворец стал собственностью знаменитой танцовщицы Марии Тальони, которой также принадлежали Палаццо Джустиниан-Лолин, Бардзицца и Ка-д’Оро, подаренные ей русским князем А. В. Трубецким в 1847 году. Владельцем здания в XIX веке был известный венецианский коллекционер Джузеппе Салом, который собрал во дворце значительную коллекцию картин Пьетро Лонги и других живописцев его времени. Затем в здании разместили текстильную фабрику семьи Рубелли. Сегодня здание принадлежит Лоренцо Рубелли.

## Архитектура
Ранее считалось, что дворец построен архитектором Мауро Кодусси. Ныне его относят к школе мастера, поскольку архитектура здания значительно отличается от других произведений этого архитектора.
Палаццо Корнер-Спинелли является примером перехода от готических форм, преобладавших в Венеции до XV века, к новым линиям эпохи Возрождения, которые, в частности, напоминают архитектуру Палаццо Вендрамин-Калерджи. Такие же двойные арочные окна, называемые венецианскими. Первый этаж c главным порталом, выходящим на канал, выделен рустом, второй и третий — парадные (итал. piani nobile). Углы здания выделены пилястрами, фриз венчающего карниза украшен лепными гирляндами.
Внутри здания Джованни Корнаро установил камины во всех больших комнатах, в одной сохранился камин XVI века работы Якопо Сансовино. При новых владельцах архитектор Микеле Санмикели при участии Джорджо Вазари полностью переделал интерьеры дворца.